# Паркове королівство Дессау-Верліц
Паркове королівство Дессау-Верліц (нім. Dessau-Wörlitzer Gartenreich) — об'єкт Світової спадщини Німеччини, що розташоване між містами Дессау та Верліц у Центральній Німеччині. Воно було визнане світовою спадщиною у 2000 році. Це — один із перших і найбільших англійських парків у Німеччині та континентальній Європі. Він був створений наприкінці 18 століття під керівництвом герцога Леопольда III Ангальт-Дессауського (1740—1817), повертаючись із грандіозного туру Італією, Нідерландами, Англією, Францією та Швейцарією, який він здійснив разом зі своїм другом-архітектором Фрідріхом Вільгельмом фон Ердманнсдорфом. Під сильним впливом ідеалів Просвітництва вони прагнули відійти від офіційної концепції саду епохи бароко на користь натуралістичного ландшафту, який вони бачили в садах Стургед та Ерменонвіль. Сьогодні культурний ландшафт Дессау-Верліц охоплює територію 142 км2 (55 миля2) у межах біосферного заповідника Середня Ельба в німецькій землі Саксонія-Ангальт.

## Оранієнбаум
Сади виникли в 17 столітті, коли одружувався прадідусь Леопольда, принц Йоганн Георг II Ангальт-Дессау, з голландською принцесою Генрієттою Катаріною, дочкою принца Фредеріка Гендріка Оранського (нід. Oranje), у 1659 р. привів групу інженерів та архітекторів із Нижніх країн під наглядом архітектора Корнеліса Рикверта, щоб закласти місто, палац та бароковий сад у колишньому поселенні Нішвіц, яке було перейменоване в Оранієнбаум у 1673 р. Голландський вплив залишався поширеним у Ангальт-Дессауському князівстві протягом багатьох десятиліть.
Палац Оранієнбаум був закінчений у 1683 році як літня резиденція Генрієтти Катаріни, де вона вийшла на пенсію після смерті чоловіка в 1693 році. Багаті меблі становлять шкіряні шпалери та їдальню з делфтською порцеляною. Із 1780 року герцог Леопольд III відновлював палац і парк у китайському стилі, згідно з теоріями сера Вільяма Чемберса, з кількома арковими мостами, чайним будиночком та пагодою. У 1811 р. була побудована оранжерея 175 м (574 фут) одна з найбільших у Європі, яка досі слугує для захисту широкої колекції цитрусових. Палац Оранієнбаум разом із парком та концепцією геометричного поселення утворює один із небагатьох оригінальних зразків нідерландського бароко в Німеччині. Королева Нідерландів Беатрікс, принцеса Орансько-Нассауська, оглянула реставраційні роботи 3 березня 2004 року.

## Парк Верліцер

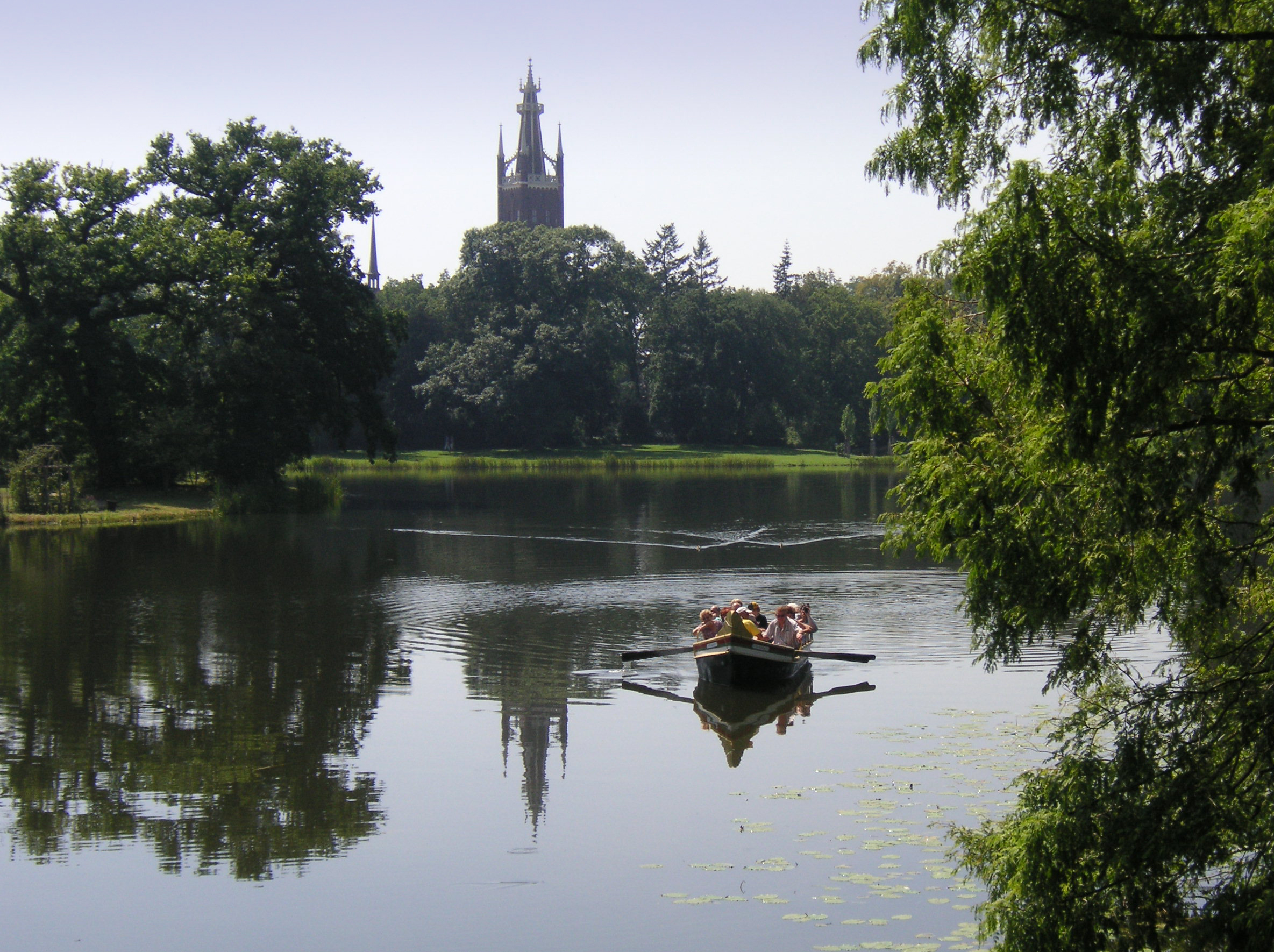
Озеро Верліц та церква Святого Петра у Верліці

Центральний парк Верліцер розташований поруч із невеликим містом Верліц на протоці від річки Ельби, що робить його багатим у воді та різноманітності. Він був закладений між 1769 і 1773 роками як один із перших англійських садів на континенті. Згідно з ідеалами герцога Леопольда III, парк також слугував би навчальним закладом в архітектурі, садівництві та сільському господарстві, тому велика частина була відкрита для відвідування з самого початку. Більшість будівель спроєктував Ердманнсдорф, а сади — Йоган Фрідріх Ейзербек (1734—1818), садовий архітектор, який був у боргу перед такими британськими попередниками, як Клейремонт, Стургед та Ландшафтний сад Стоу. Сади захищені від повені річки Ельба на півночі греблею, яка також є поясною прогулянкою, звідки відкриваються численні краєвиди оглядовою лінією парку.

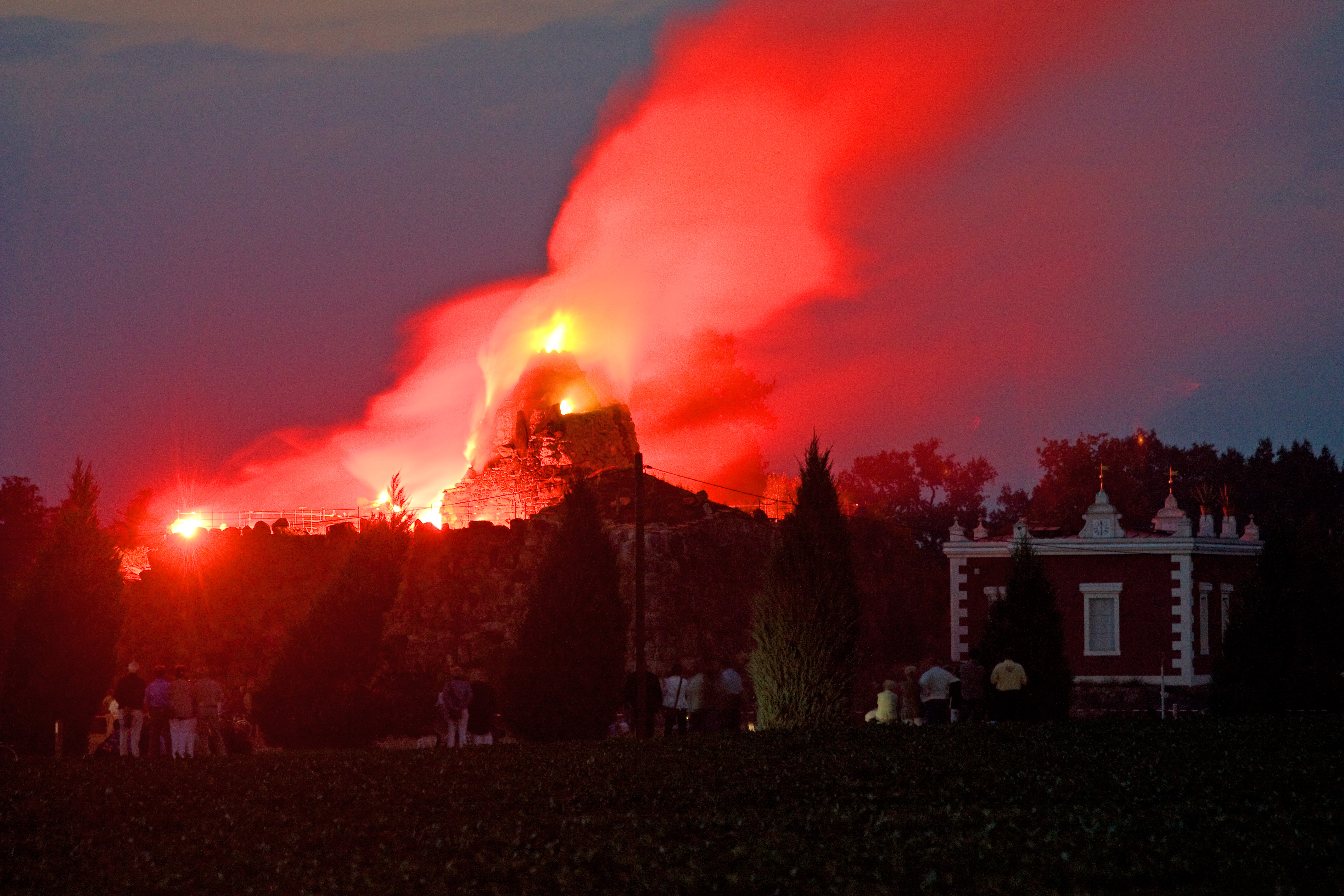
Штучний вулкан

Палац Верліц, закінчений у 1773 році, резиденція герцога Леопольда та його дружини Луїзи Бранденбург-Шведської, була першою неокласичною будівлею в сучасній Німеччині. Палац та його інтер'єр із цінними шафами зі студії Авраама та Девіда Рентгенів, а також великою колекцією порцеляни Веджвуда були загальнодоступними. Свій приватний будинок Луїза мала у сусідньому Graues Haus (Сірий будинок). Біля східного краю саду палацу стоїть синагога Верліца, побудована в 1790 році як ротонда за зразком стародавнього «Храму Вести» в Тіволі, Італія. Будівля, що виражає релігійну толерантність Леопольда, була врятована від знесення під час погрому «Кришталева ніч» 1938 року хранителем парку, який після цього втратив роботу. Неоготична церква Святого Петра на заході з її 66 м (217 фут) високий шпиль була закінчена в 1809 році.

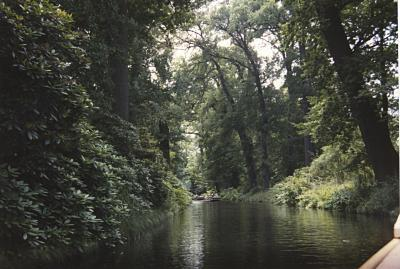
Вид із гондоли

Філософія Жана-Жака Руссо та естетика Йоганна Йоахіма Вінкельманна лежать в основі дизайну парку і призвели до створення капризу. Руссо бачив у сільському господарстві основу повсякденного життя і вказував на освітні функції природного ландшафту. Не дивно, що найелегантнішим краєвидом у цьому районі є острів Руссо в саду Ноймарка, який мав імітувати острів у парку Ерменонвіль, де був похований філософ.

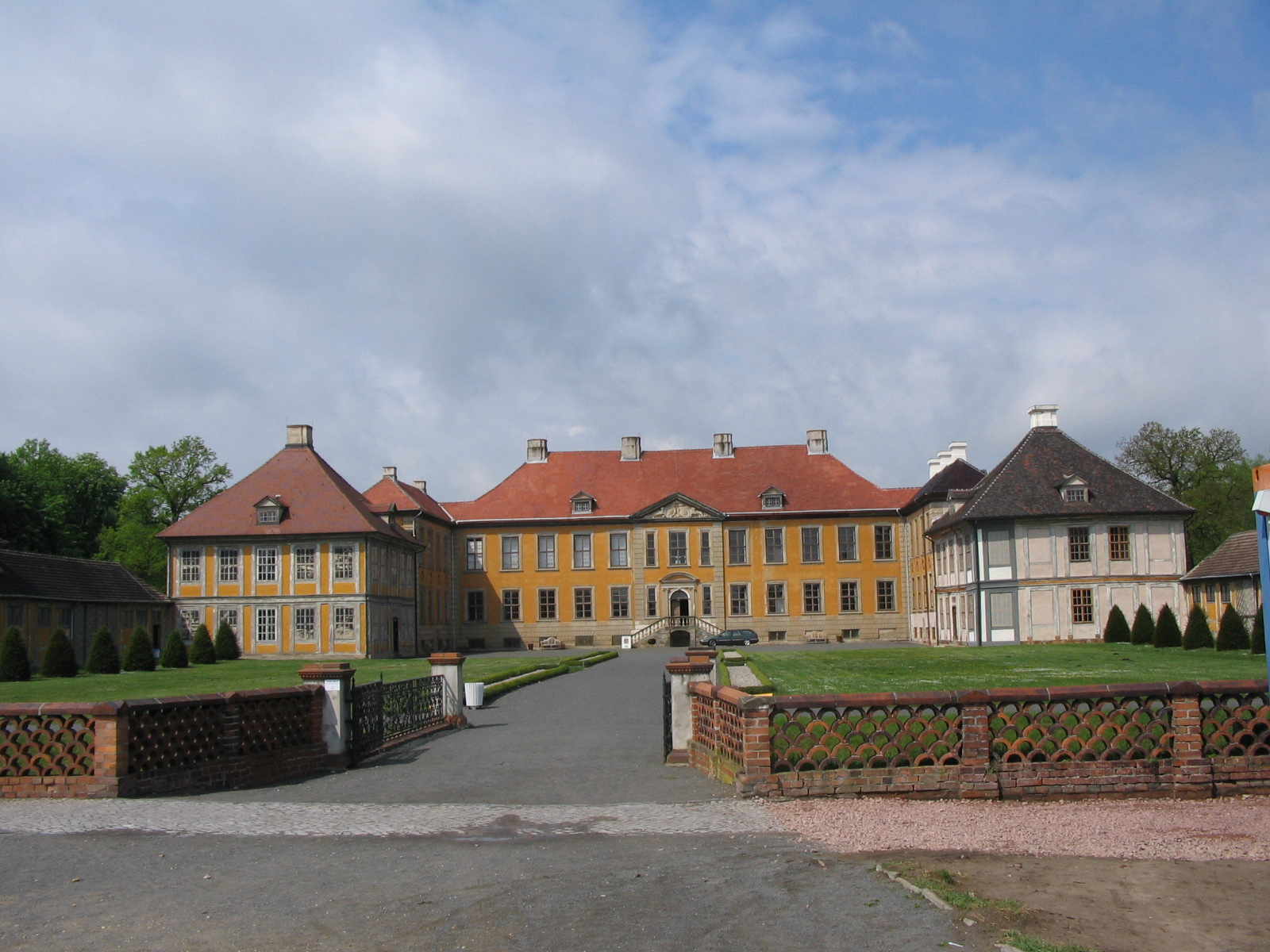
Палац Оранієнбаум

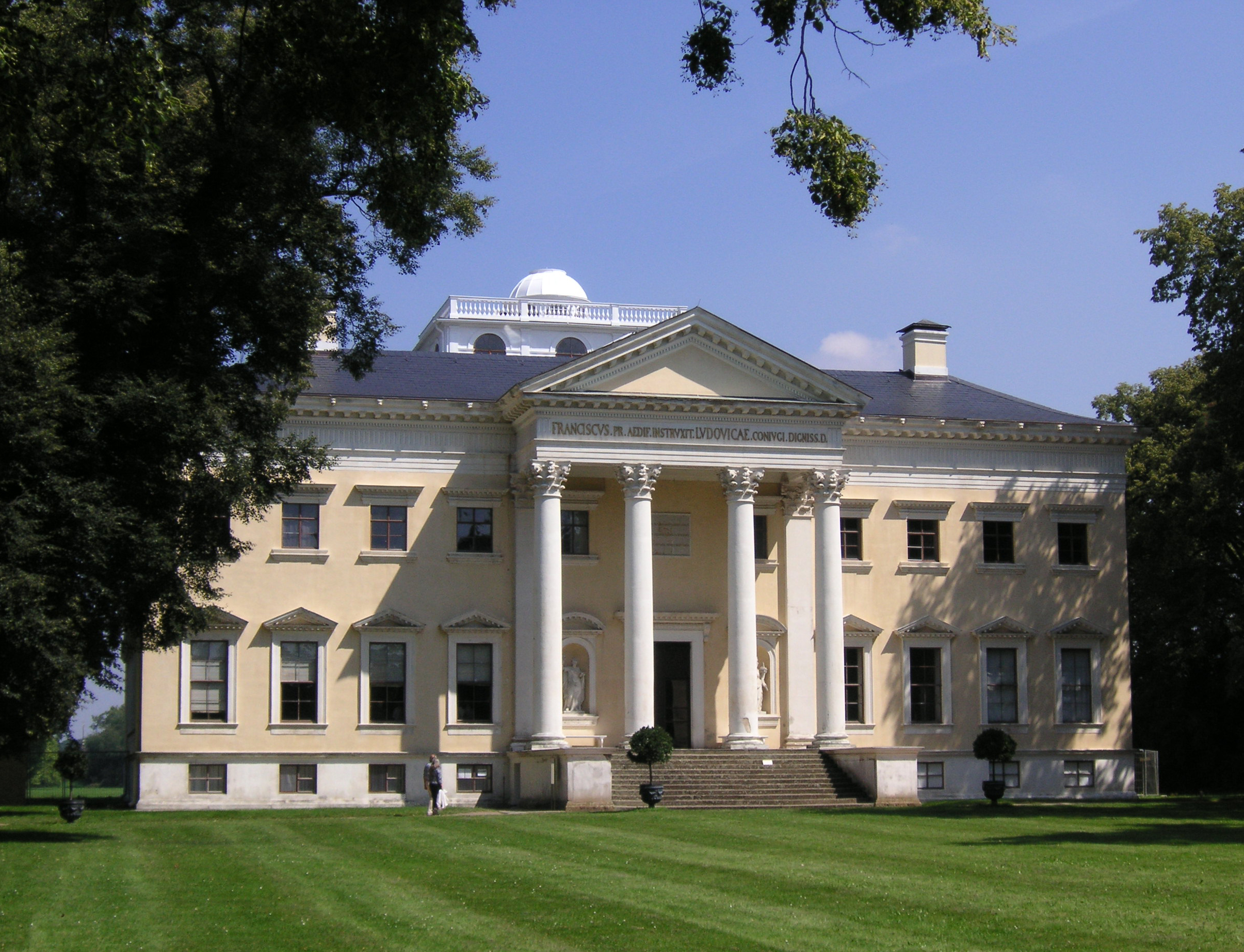
Палац Верліц

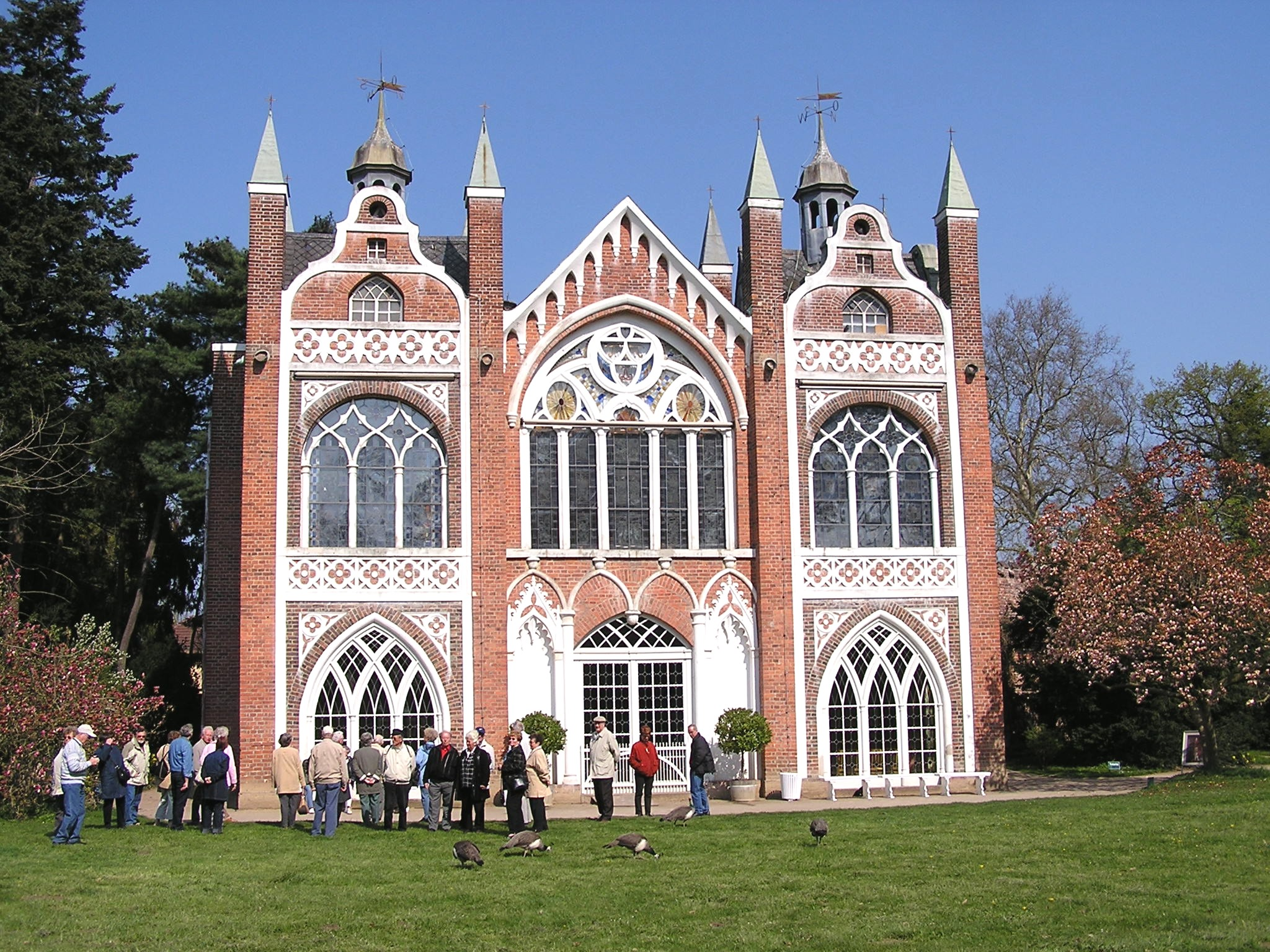
Готичний будинок (Верліц)

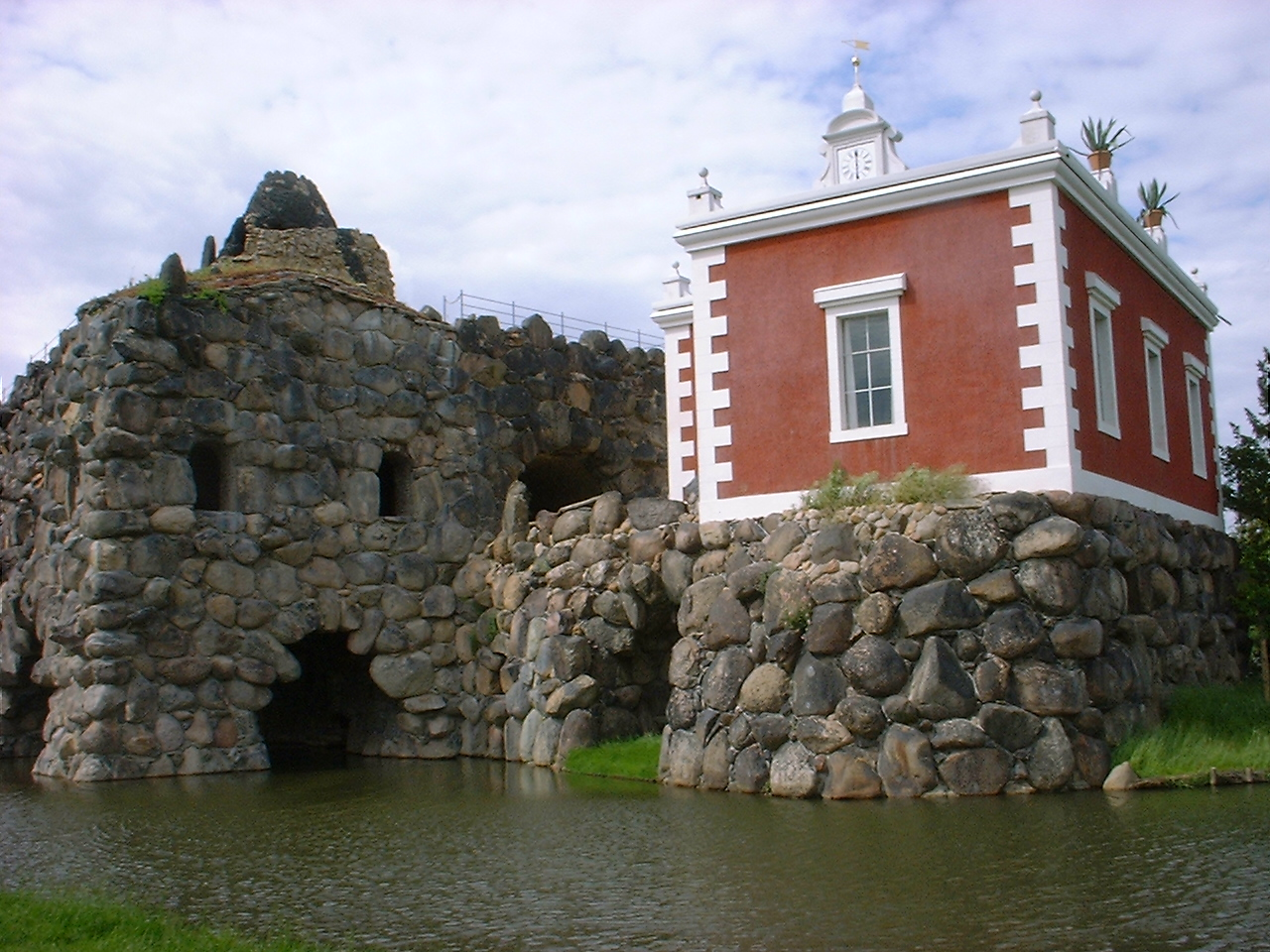
Рок-Айленд і Вілла Гамільтон

На острові на штучному озері Верліц є єдиний в Європі штучний вулкан. Коли Леопольд III вирушив у велике турне Європою у 1760-х роках, його захопила подорож до Неаполя, де він побачив тліючу гору Везувій і почув про нещодавно знайдене місто Помпеї. Через двадцять два роки німецька королівська влада почала привозити частини Неаполя до Німеччини; він наказав своєму архітектору побудувати цегляну внутрішню будівлю майже на п'ять поверхів і покрити її місцевими валунами. У верхній частині був зроблений порожнистий конус, який містив високу камеру, укомплектовану трьома камінами та дахом, що містив «штучний кратер», який можна заповнити водою. Потім він побудував озеро навколо вулкану і запропонував своїм друзям подивитися на виверження. Тільки сучасні розповіді детально описують, яким би було штучне виверження XVIII століття, але ця практика триває і сьогодні, доповнена сучасними ефектами, після того, як острову повернули колишню славу.
Незначні споруди Паркового королівства, що простяглися приблизно на 25 км, мали далекосяжні розгалуження в архітектурі Центральної Європи. «Готичний будинок», закладений Ердманнсдорфом у 1774 році, за зразком вілли письменника та політика Гораса Волпола Стробері-гілл, був однією з перших неоготичних споруд на континенті. У парку також представлені копії римських храмів, включаючи Пантеон, побудований у 1795 році. У перші роки наступного століття ландшафт збагатився неоготичними церквами в сусідніх селах Різігк (1800) та Фокероде (1811).
Територія, поділена на чотири частини після будівництва залізничної лінії та бундесаутобан 9 у 1930-х роках, була визнана ЮНЕСКО у 2000 році об'єктом Світової спадщини. ICOMOS, однак, зазначила, що «загальна структура ландшафту зазнала значного погіршення».

## Інше

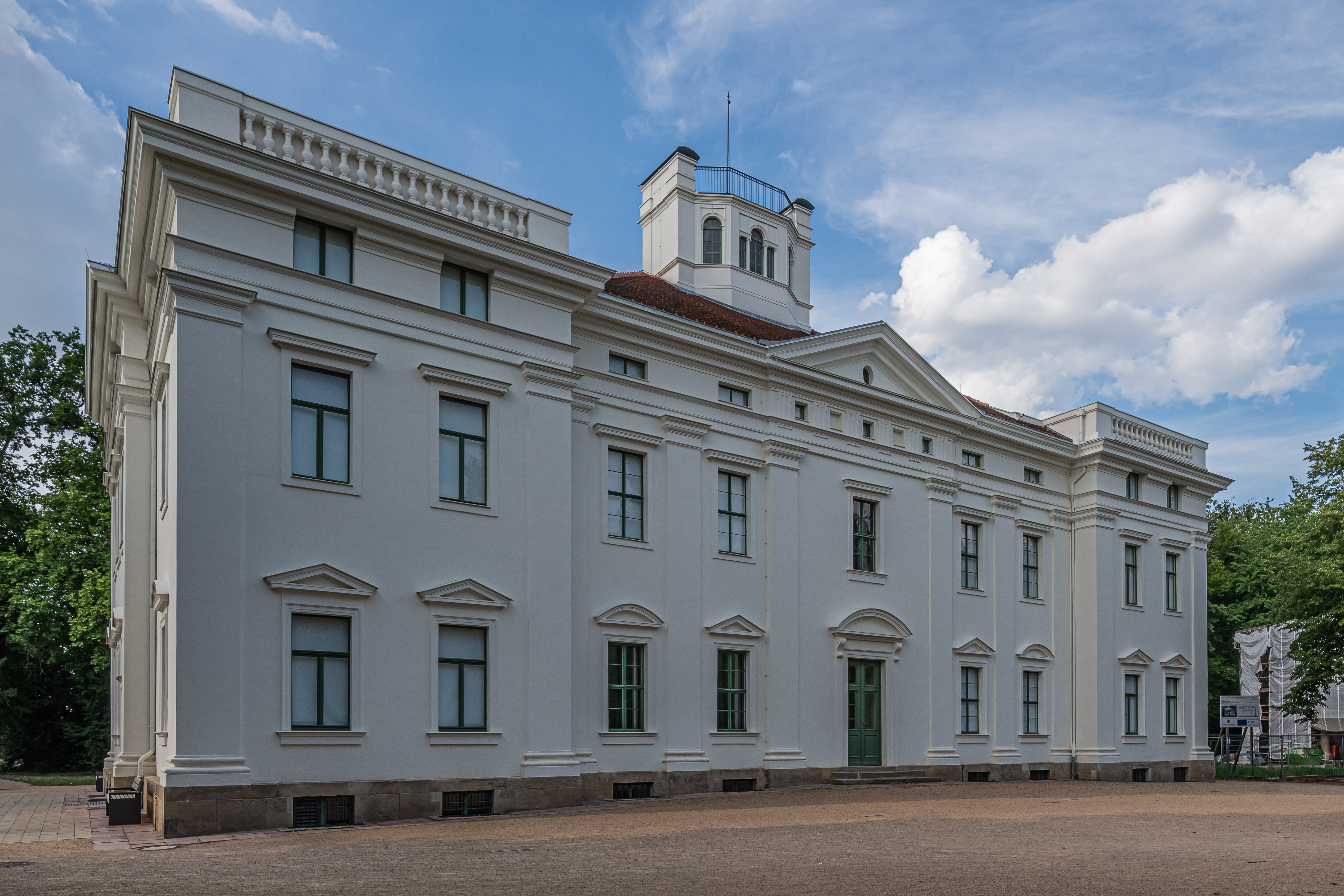
Георгіївський замок

Інші структури Паркового королівства становлять замок Луїзіум, розташований у районі Вальдерзеє в Дессау, був подарунком герцога Леопольда III його дружині Луїзі. Він був побудований із 1774 р. у простому неокласичному стилі як заміський будинок за планами Ердманнсдорфа з прилеглими садами, пасовищами та племзаводом. Леопольд помер у замку 9 серпня 1817 року від наслідків падіння з коня.
Йоганн Георг (1748—1811), молодший брат герцога Леопольда III, наказав Ердманнсдорфу звести замок Георгіум з 1780 року. Розташований у прибережному лісі на північ від Дессау, палац має англійський сад із кількома пам'ятками. Сьогодні в Георгіумі розміщена колекція мистецтв Ангальт, включаючи твори Альбрехта Дюрера — особливо його старовинний друк Меланхолії I — та Лукаса Кранаха Старшого.

Замок Мозигкау на заході Дессау є одним з небагатьох палаців рококо в Центральній Німеччині, нагадує Сансусі в Потсдамі, який був розроблений георгом Венцеслаусом фон Кнобельсдорфом. Він був побудований між 1752 і 1757 роками для Анни Вільгельміни Ангальт-Дессауської, дочки принца Леопольда I. Ансамбль становить оранжерею та колекцію мистецтв фламандського барокового живопису, що випливають із союзу герцога Йоганна георга II з Будинком Оран-Нассау, де представлені твори Пітера Пауля Рубенса та Антоніса ван Дейка.

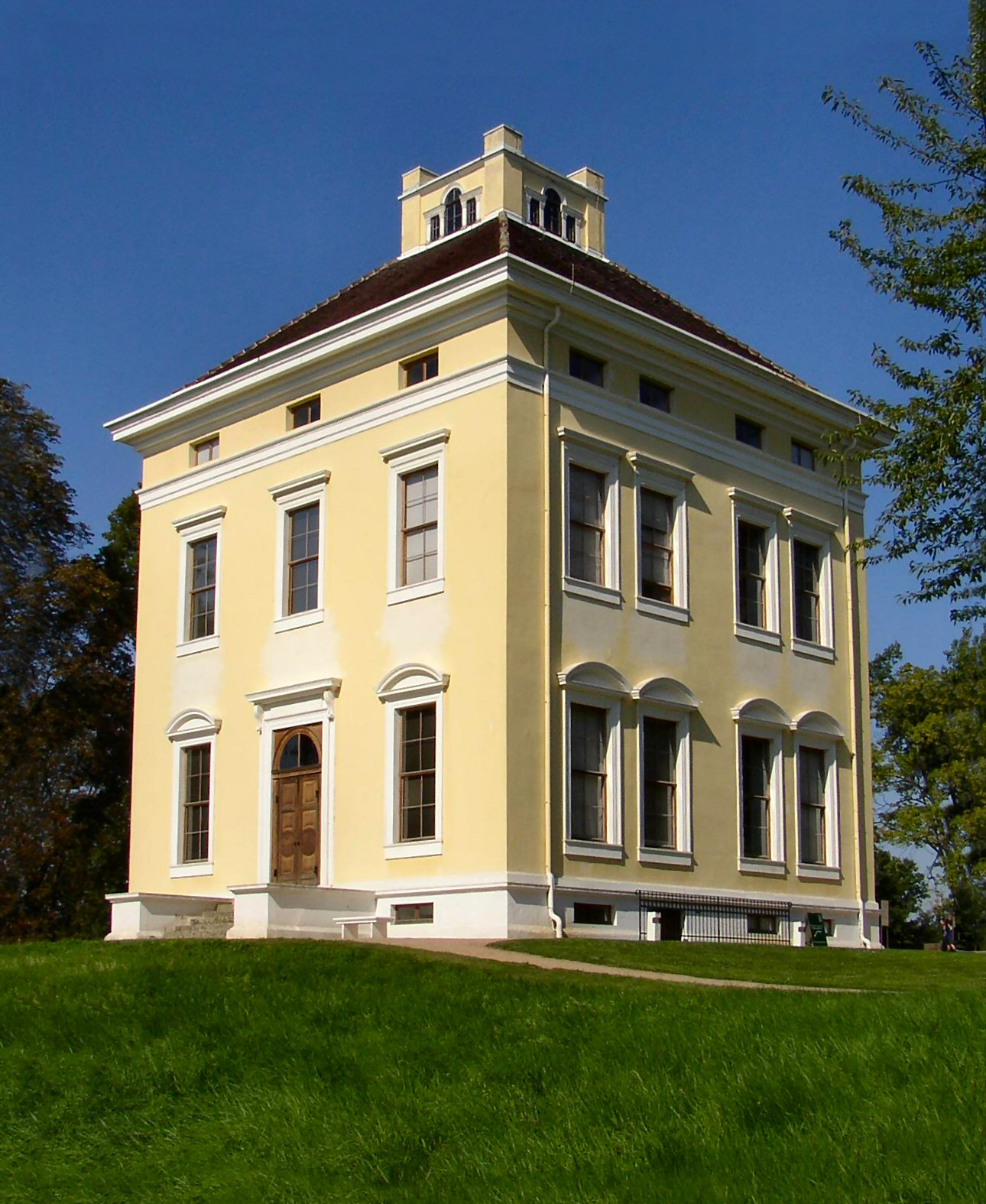
Луїзійський замок

Замок гроскюгнау позначає західний кінець Паркового королівства. Він був побудований у 1780 році для Альберта Ангальт-Дессауського, молодшого брата герцога Леопольда III, на озері Кюнау. Парк становить кілька штучних островів, фруктові сади та виноградник. Нині замок є резиденцією Культурстіфтунг Дессау-Верліц, компанії, який керує парком. Крім того, Паркове королівство охоплює будиночок лісничого Лейнера Берга, побудований у 1830 році, тепер ресторан біля веломаршруту Ельби, та лісопарк Зігліцер-Берг, закладений у 1777 році.